# 遼會要
《遼會要》，陳述、朱子方主編，凡二十卷。
《遼會要》分紀元、禮、樂、儀偉、交聘、學校選舉、方伎、崇奉、職官、民政、食貨、兵偉、刑法、地理、部族、災荒、藝文、國語、附載、邊域等，主要採輯遼代文獻，包括遼代人撰著、近年考古新發現之遼代文物、志冊與以耶律儼《皇朝實錄》、陳大任《遼史》為藍本之元修《遼史》以及宋、金、高麗等國人之有關記述；前代和現代學者研究遼朝史之成果。由上海古籍出版社出版。